# Gatumdu
Gatumdu, Gatumdag o Gatumdug es una diosa de la fertilidad en la Mitología sumeria. Era hija del dios del cielo y supremo del panteón sumerio, An (en acadio, Anu) y diosa madre y divinidad tutelar de la ciudad de Lagash.
En la tradición sumeria era considerada una divinidad "antigua", por representar viejas formas culturales. Probablemente, denotada por su consagración como diosa madre, aunque se desconoce si su culto se remontaría a la época más primitiva.
Su hija fue también la diosa tutelar de Lagash, Baba que al desposarse con el dios Ningirsu, tuvieron siete hijas.